# Lecciones y Ensayos
Lecciones y Ensayos es una revista jurídica dirigida por estudiantes universitarios que publica desde el año 1956 la Facultad de Derecho de la Universidad de Buenos Aires.

## Descripción general

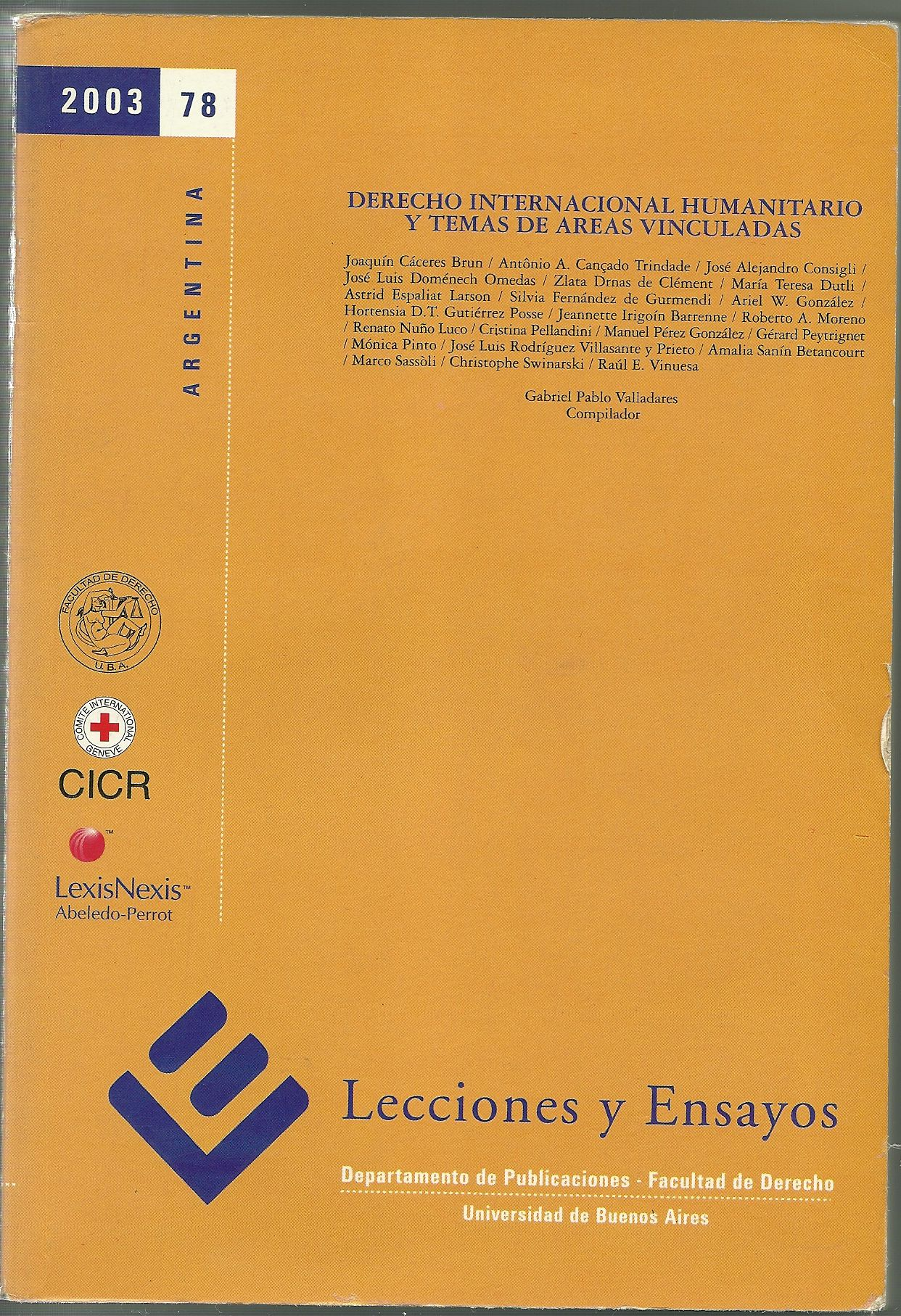
Número especial de la revista Lecciones y Ensayos, editado junto al Comité Internacional de la Cruz Roja (CICR)

La revista Lecciones y Ensayos, como foro editorial de profesores y alumnos, es una de las pocas publicaciones jurídicas de la República Argentina que es dirigida íntegramente por estudiantes de grado.
Su dirección es llevada a cabo por medio de un Consejo de Redacción que está compuesto solo por estudiantes. La revista, además, recibe la colaboración y asesoría de un Consejo Asesor conformado por docentes de la Facultad de Derecho de la Universidad de Buenos Aires. Este esquema organizacional se entiende a partir de lo expresado en el primer número de la revista, cuando se detalla:

Entregamos a los estudiantes la efectiva dirección de esta publicación, facilitándoles la colaboración de profesores bajo la responsabilidad de la propia Facultad, y ahorrándoles el tremendo esfuerzo de cubrir gastos.

Generalmente, la revista tiene dos ediciones anuales con una tirada que ronda las trescientas copias. Desde su sitio web se puede acceder libremente a la versión digital de todos los números de la historia reciente de la revista. En sus diferentes ediciones se suelen incluir lecciones -monografías elaboradas por los profesores de la Facultad, graduados o estudiosos del derecho en general-, ensayos -monografías escritas por los alumnos-, entrevistas, comentarios bibliográficos, comentarios de jurisprudencia, entre otros.  El procedimiento de evaluación está caracterizado por un sistema de referato en el que se busca preservar el anonimato de los autores.

## Historia

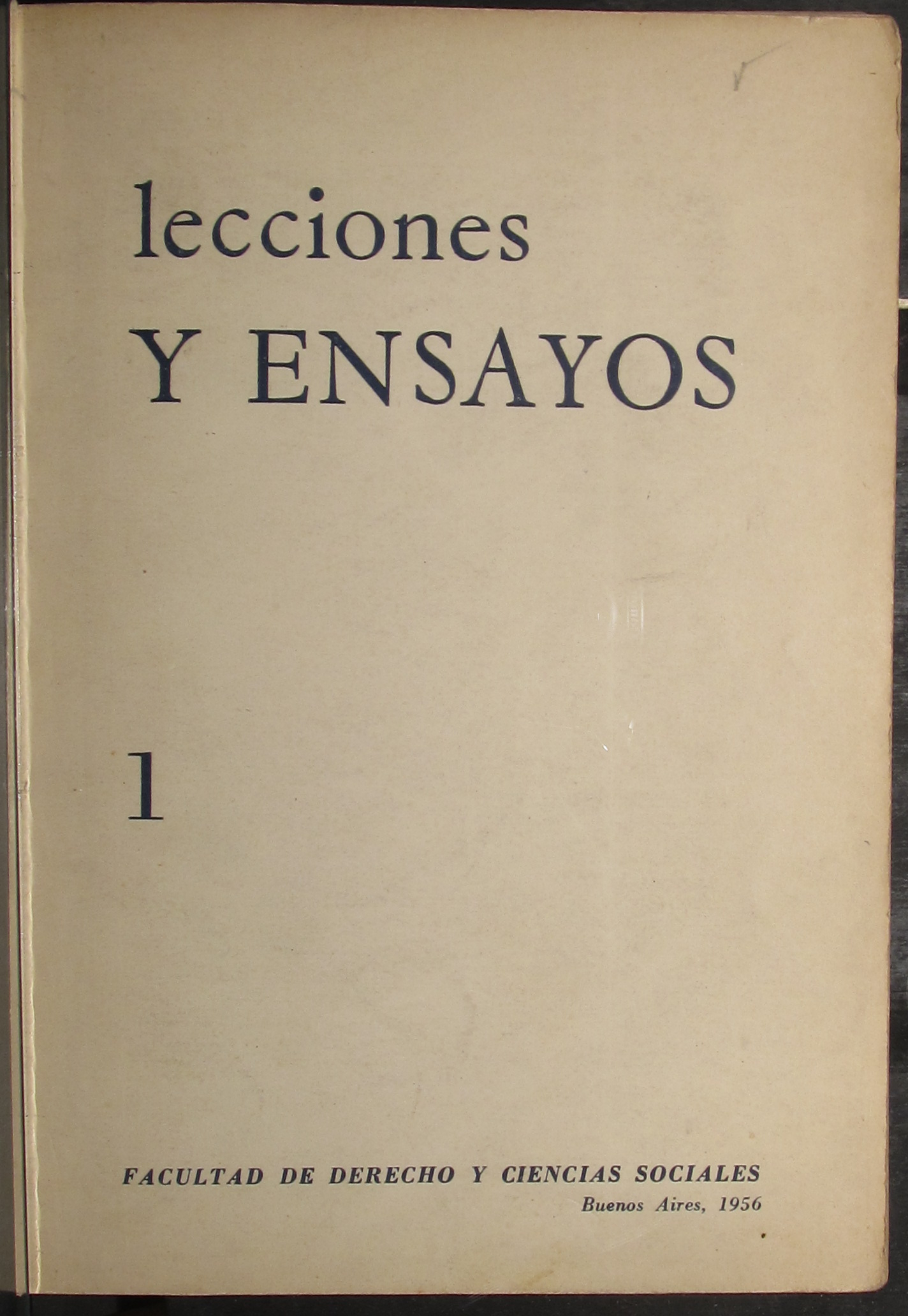
Primer número de Lecciones y Ensayos (1956)

La revista Lecciones y Ensayos fue fundada en el año 1956 por Ignacio Winizky, Director del Departamento de Publicaciones de la Facultad de Derecho de la Universidad de Buenos Aires.
En el primer número de la revista, el propio Ignacio Winizky advierte:

Queremos que la Facultad concurra mediante una publicación periódica a completar las múltiples inquietudes y necesidades de nuestro estudiantado, a sumarse, como tribuna, a la experiencia de quienes no quieren que su paso por la Facultad sea un mecánico estudiar y rendir exámenes, marcado sólo por sus propios problemas.

, y seguidamente agrega:

Lecciones y Ensayos en manos de los alumnos -entiéndase bien, de todos los alumnos-, dirigida y escrita en parte por ellos, es la prueba definitiva de nuestra profunda fe en la juventud universitaria argentina.

En la advertencia preliminar que se incluye en este primer número se afirma:

Son los alumnos de la Facultad de Derecho los destinatarios directos de esta revista. Lecciones y Ensayos se propone cubrir lagunas bibliográficas y difundir ideas, no en un mero intento de facilitar el trabajo intelectual del estudiante, sino con el propósito de completar su formación, colaborar en la tarea docente, prolongar la cátedra.

, y además se especifica:

Estudiantes harán esta revista; estudiantes escribirán en ella; serán estudiantes los que -es de esperar- se interesarán por su contenido.

Con el quebrantamiento del orden constitucional del año 1976, la revista sufrió un período en el que la edición de sus números ya no estuvo en manos de los estudiantes. Pero en 1983 y con la vuelta de la democracia se restablecieron los valores fundantes trazados a mediados del pasado siglo por Ignacio Winizky, volviendo así la dirección de Lecciones y Ensayos al alumnado de la Facultad.

## Antiguos miembros destacados
- Federico Alberto Martignan
- Víctor Abramovich
- Guillermo L. Allende
- Jorge H. Alterini
- Beatriz Alicia Arean
- Silvina Bacigalupo
- Ricardo R. Balestra
- Mary Beloff
- Paola Bergallo
- Carlos Fayt (Consejo de Profesores)
- Marcelo Ferrante
- Manuel Garrido (político)
- Luis Jiménez de Asúa (Consejo de Profesores)
- Héctor A. Mairal
- Ezequiel Nino
- José Nun
- Tulio E. Ortíz
- Enrique Santiago Petracchi
- Sebastián Picasso
- Martín Recondo
- Roberto P. Saba
- Leopoldo H. Schiffrin
- Alberto Spota (h)
- Raúl Emilio Vinuesa
- Mario A. Villar
- Karen A. Miranda